# Sierra de Gata

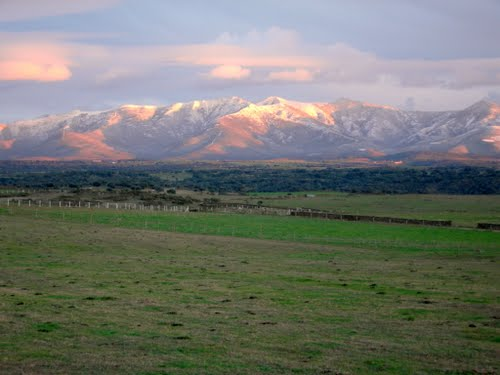
Sierra de Gata

Gemeinden (municipios) in der Sierra de Gata

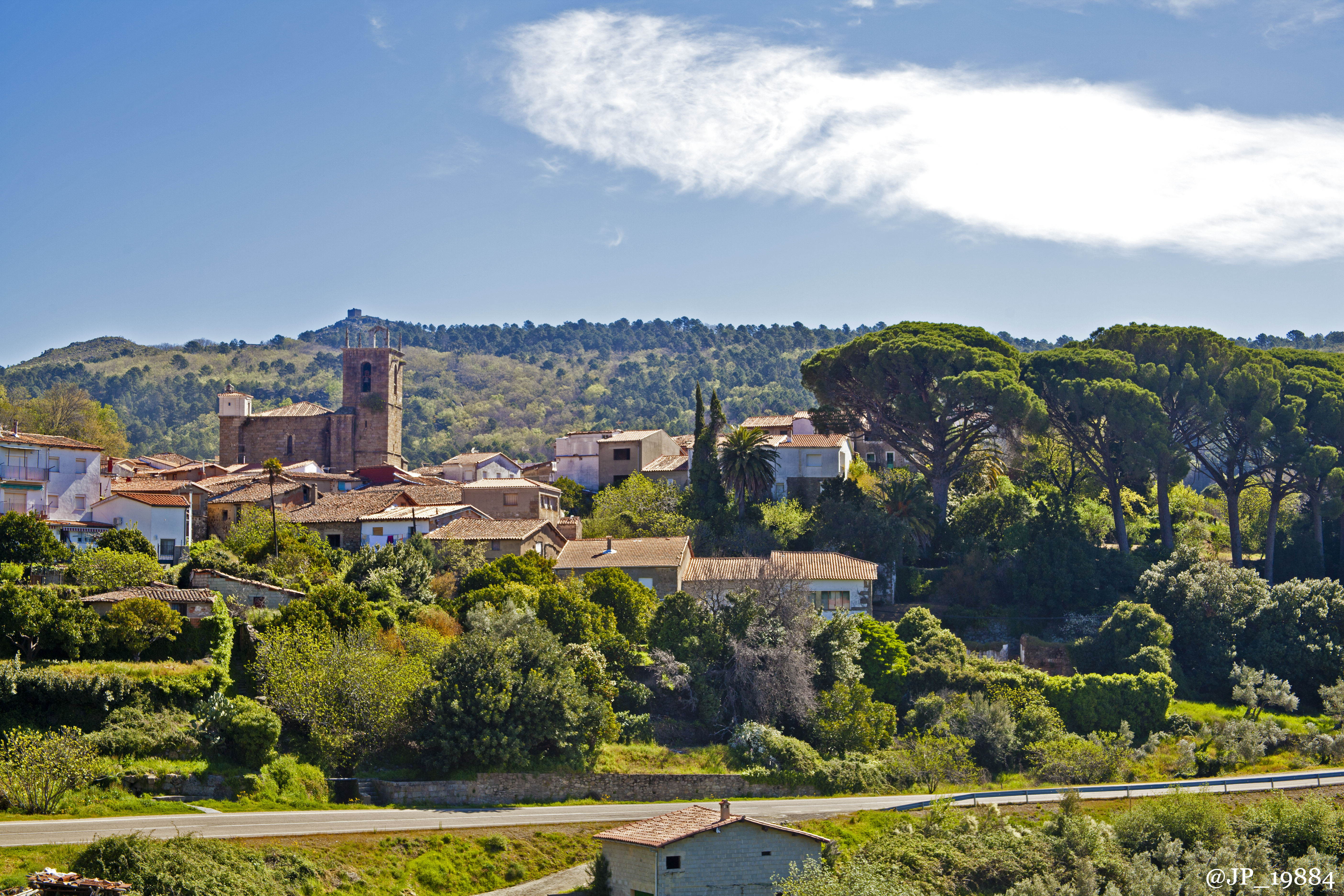
Bergort Gata

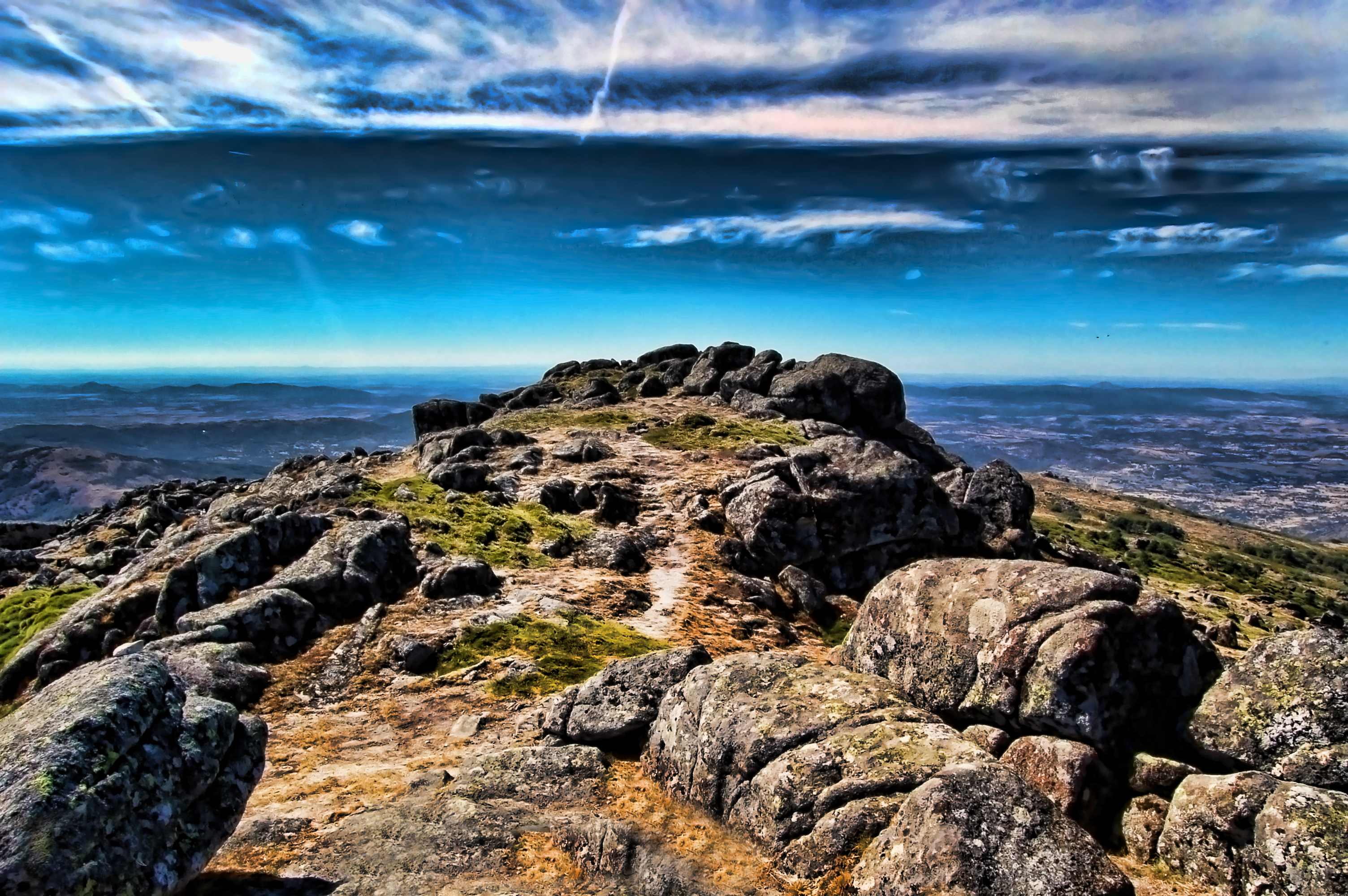
Gipfel des Pico Jálama

Sierra de Gata ist der Name einer zum Iberischen Scheidegebirge gehörenden und maximal knapp 1600 m hohen Bergkette im Nordwesten der Provinz Cáceres in der Autonomen Gemeinschaft Extremadura im Westen Spaniens nahe der Grenze zu Portugal. Die Nordabhänge der Bergkette befinden sich im Süden der Provinz Salamanca. 

## Gipfel
(von Westen nach Osten)
- Mesas (1265 m)
- El Espinazo (1330 m)
- Jálama (1492 m)
- Jañona (1367 m)
- Bolla Chica (1408 m)
- Bolla (1519 m)
- Arrobuey (1412 m)
- La Corredera (1456 m)
- Peña Canchera (1592 m)

## Flüsse
Die Sierra de Gata trennt die Flusssysteme (cuencas) des Duero im Norden und des Tajo im Süden. Nach Norden fließt der Río Águeda, nach Süden der Río Erjas; beide Flüsse nehmen zahlreiche Bergbäche (arroyos oder gargantas) auf.

## Sehenswürdigkeiten
Ca. 500 bis 800 m hoch gelegene Bergorte wie Gata, Robledillo de Gata und San Martín de Trevejo bilden die Hauptattraktionen der Bergkette.

## Wirtschaft
Ein traditioneller Wirtschaftszweig ist der Anbau und die Herstellung von Olivenöl, insbesondere der Sorte Manzanilla Cacereña. Die geschützte Ursprungsbezeichnung Gata-Hurdes für natives Olivenöl Extra ist nach der Sierra de Gata benannt.